# Dhigurah (Gaafu Alif-atol)
Dhigurah is een van de onbewoonde eilanden van het Gaafu Alif-atol behorende tot de Maldiven.